# See Creatures Live in Shreveport
See Creatures Live in Shreveport ist ein Musikalbum von Lisa Cameron und Sandy Ewen. Die am 12. November 2021 live im Kino minicine? in Shreveport entstandenen Aufnahmen erschienen am 20. August 2024 auf dem texanischen Label H & S Ranch.

## Hintergrund
Die texanische Schlagzeugerin Lisa Cameron und die kanadische, in Brooklyn lebende Gitarristin Sandy Ewen (die sich auch als Künstlerin und Architektin betätigt) spielen seit Mitte der 2010er-Jahre als Duo; beide arbeiten auch häufig mit dem Kontrabassisten Damon Smith zusammen. See Creatures Live in Shreveport ist ihr drittes Duo-Album nach den auf Astral Spirits erschienenen Live-Alben See Creatures (2018) und See Creatures Too (2021); letzteres ist Cecil Taylor und Alvin Fielder gewidmet. Das Album See Creatures Live in Shreveport ist „dem Geist und Werk von Peter Brötzmann“ gewidmet.

## Titelliste
- Lisa Cameron and Sandy Ewen: See Creatures Live in Shreveport (H&S Ranch HSR06)[2]

1. See Creatures Live in Shreveport 48:47

Die Komposition stammt von Lisa Cameron and Sandy Ewen.

## Rezeption
Das neue Album biete ein 49-minütiges, frei improvisiertes Stück, in dem die stets einfallsreichen Musikerinnen Cameron und Ewen eine suggestive, aber dennoch beunruhigende Klanglandschaft bieten, schrieb Eyal Hareuveni in Salt Peanuts. Beide würden nicht auf herkömmliche, vertraute Art und Weise spielen; Ewens E-Gitarrenspiel konzentriere sich auf [den Einsatz von] gefundenen Objekten und erweiterte Techniken, während Camerons Set aus der Marimba, verstreuten Schlaginstrumenten, weiteren Geräten und Elektronik besteht. Sowohl Cameron als auch Ewen wollen sich keiner Genrekonvention unterwerfen und ihre Musik umfasse Elemente von Post-Rock, Ambient, Noise sowie reduktionistischer und abstrakter Klangkunst. Es handle sich um eine kompromisslose, entschlossene und geduldige Suche nach Klängen, mit denen sie ihre eigene faszinierende Klangumgebung schaffen.